# シンフォニア・ダ・レクイエム
シンフォニア・ダ・レクイエム (伊: Sinfonia da Requiem）作品20は、1939年に日本政府の企画する皇紀2600年奉祝曲としてイギリス文化振興会から作品委嘱を受け、26歳のベンジャミン・ブリテンが作曲した交響曲。かつては鎮魂交響曲（ちんこんこうきょうきょく）の訳題が用いられていた。管弦楽のための作品で、声楽が入っているわけではない。

## 作曲の経緯
通説では「日本政府の依嘱により、皇紀2600年奉祝曲として作曲されたが、宗教的な理由や、皇室に対する非難を含むものと見なされたために、日本政府より却下された」とされている。大筋ではその通説は当たっているが、実際にはブリテンの個人事情などが複雑に絡み合っている。
第二次世界大戦が勃発した1939年、ブリテンは個人的な事情により盟友ピーター・ピアーズとともにアメリカに引っ越す。その直後の同年9月3日、イギリスがドイツに宣戦布告し、かねてから兵役拒否者だったブリテンは帰る場所を失ってしまった。次第に生活費に困るようになり、またアメリカが好戦的になっていく姿にブリテンは絶望するようになった。そんな際、知人の出版業者ラルフ・ホークスらが、『日本が皇紀2600年奉祝曲の作品を各国作曲家に委嘱している』という話を持ちかけ、金銭に乏しかったブリテンはその委嘱に乗ることとなった。
ブリテンの回想では、委嘱条件は「1939年9月頃に『交響的作品ならば580ポンド（≒1万円（当時））、序曲や行進曲なら、その半分から3分の1の委嘱料を支払う。1940年5月までに東京に送れ」というものだったようである。承諾後はマイペースで作曲していたものの、1940年3月21日になり、日本側から作品の内容に関する問い合わせがあり、ブリテンはそれに返事をする一方、「馬鹿に完成を急がされている」とも語っている。また、その最中のインタビューで「曲の名前は『シンフォニア・ダ・レクイエム』というものになる。ただ、それはあくまで名前だけ。そして、両親の思い出に捧げようと思っている」と述べたが、何人かの友人が「その題名は日本政府を誤解させる可能性がある」と忠告してきている。
6月頃に作品が完成し送付、ブリテンは約束どおり日本側から委嘱料を受け取ったが、なぜか一桁多い額が送付されたらしく、それに気をよくしたかブリテンは9月頃に来日する気にもなっていた。ところが11月になり在英日本国大使館から「演奏拒否」の知らせが届き、一時は寝込むほどの気を落としたが、後にホークスに「たくさんのお金を貰って、それを全部使っちゃっただけの話さ」とも言っている。送られた側の日本では、通説どおりの論争が起き、「英霊に対する鎮魂」などとこじつけようとする動きもあり、「折を見て演奏する」ことになったものの、太平洋戦争開戦もあって結局沙汰やみになってしまった。
曲の練習は皇紀2600年の式典に備えて30回ほど行ったものの曲調に対してオーケストラの編成が過大で音を合わせることすら困難だったので、仮に演奏することが決定したとしても本番での演奏は見送られた可能性が高いと言われている。
初演は1941年3月29日、ジョン・バルビローリ指揮ニューヨーク・フィルハーモニックによる。そして日本初演は1956年2月18日、ブリテン自身の指揮NHK交響楽団による。

## 楽曲構成
以下の3楽章からなる。
1. 涙のその日 Lacrymosa (Andante ben misurato)
2. 怒りの日 Dies Irae (Allegro con fuoco)
3. 久遠なる平安を Requiem Aeternam (Andante molto tranquillo)

各楽章の題名は、ローマ・カトリック教会の「死者のためのミサ」の一節から取られているが、直接に葬儀に関連しているわけではない。ブリテンはそれぞれの楽章を、「緩やかな、行進風の哀歌」「“死の踊り”の形式」「最後の解決」と呼んでいた。ニ短調→ニ長調、所要時間は20分程度である。

## 楽器編成
フルート3とピッコロ1（任意でアルトフルート）、オーボエ2、コーラングレ1、クラリネット3（任意でアルトサクソフォン1）、ファゴット2、コントラファゴット1、ホルン6（うち2本は任意）、トランペット3、トロンボーン3、チューバ、ティンパニ、バスドラム、スネアドラム、タンバリン、鞭、鉄琴、ハープ2（2台目は任意）、ピアノ、弦楽5群。